# Germaine Rebours

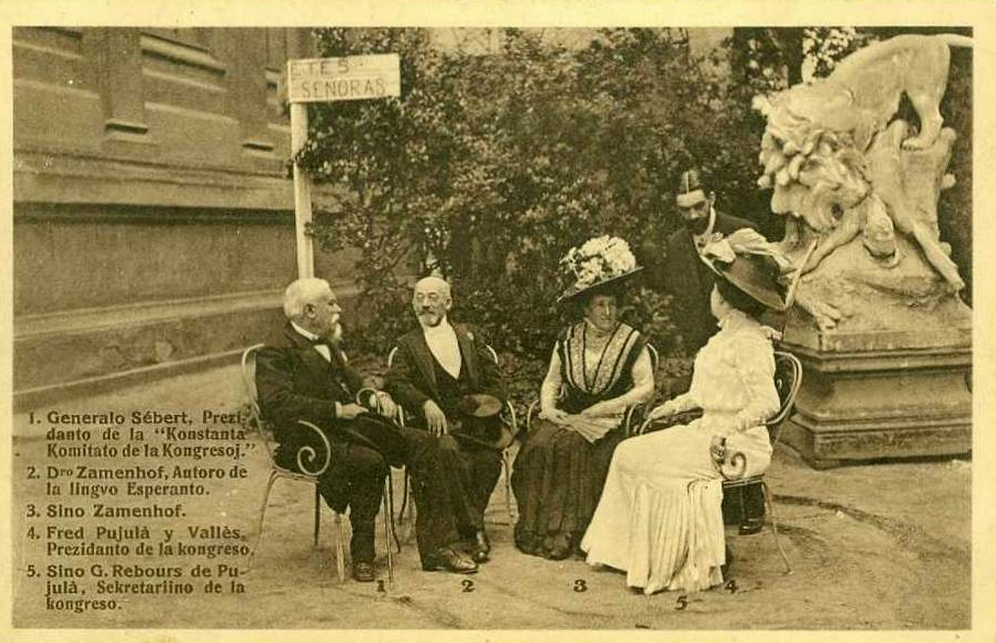
Le général Sebert, Louis-Lazare Zamenhof, Klara Zamenhof, Frederic Pujulà et Vallès et Germaine Rebours au 5e Congrès Universel d'Espéranto, Barcelone, 1909.

Germaine Rebours de Pujulà, née le 13 octobre 1885 à Asnières et morte le 9 mai 1976 à Palma, en Espagne, est une écrivaine espérantiste française, initiatrice du service de marraines de guerre aux soldats catalans pendant la Première Guerre mondiale. Elle est mariée à l'écrivain espérantiste et catalaniste Frederic Pujulà et Vallès.

## Biographie
Germaine Rebours a été, comme son mari, une personne très active dans le mouvement espérantiste. Elle a été secrétaire du cinquième Congrès Universel d'Espéranto, en 1909 à Barcelone.
Elle a également écrit dans diverses publications de l'époque. Le 11 avril 1915, elle a commencé à écrire la chronique « Notes Casolanes de una dona francesa » dans le journal El Poble Català. Elle a vu la nécessité en Catalogne de se soucier des Catalans qui ont combattu dans les rangs de l'armée française pendant la Première Guerre mondiale. Ces écrits ont eu une grande répercussion, notamment dans les cercles de l'Unió Catalanista. Dans l'un des articles, elle lance un appel : « Femmes, mères de Catalogne; qui veut avoir un filleul en France ? ». L'un des volontaires était Frederic Pujulà i Vallès, son futur mari, que le déclenchement de la guerre avait emmené en France, où il s'était rendu à l'occasion du Xe Congrès universel de l'espéranto. Ce congrès, n'a finalement pas eu lieu en raison des événements de la guerre.
L'un des articles les plus influents de Germaine Rebours était « Women in War », qui proposait la création d'un service de marraines — semblable à ce qui existait déjà en France — qui devrait remplacer cette mère, sœur ou amie que le soldat catalan n'avait pas au front À partir de cet article a commencé une campagne de femmes parrainant des volontaires catalans (et d'autres) qui ont combattu pendant la guerre. Certains d'entre eux étaient des personnalités importantes de la culture catalane, comme l'écrivain, pacifiste et musicologue  Carme Karr,,. La campagne, lancée par les publications Iberia et Empordà Federal, et qui a continué La Nación, a obtenu le soutien de 29 personnalités, tous membres de la rédaction d'Iberia, comme Prudenci Bertrana ou Rovira et Virgile. Germaine Rebours a également été très active au sein du Comité de la Fraternité avec les Volontaires Catalans, qui avait été créé par le Dr. Joan Solé i Pla et qu'en plus des lettres, elle collectait des produits d'épicerie et autres produits à envoyer au front.
En plus de l'écriture, Germaine Rebours cultive d'autres talents. Ainsi, en 1926, il expose aux Galeries Dalmau ses premiers travaux de décoration intérieure, des tapis tricotés à la main. On sait également qu'en 1930 elle a participé à la première exposition Sarrian Les Arts i els Artistes organisée par le Centre Excursionniste Les Bleus de Barcelone.

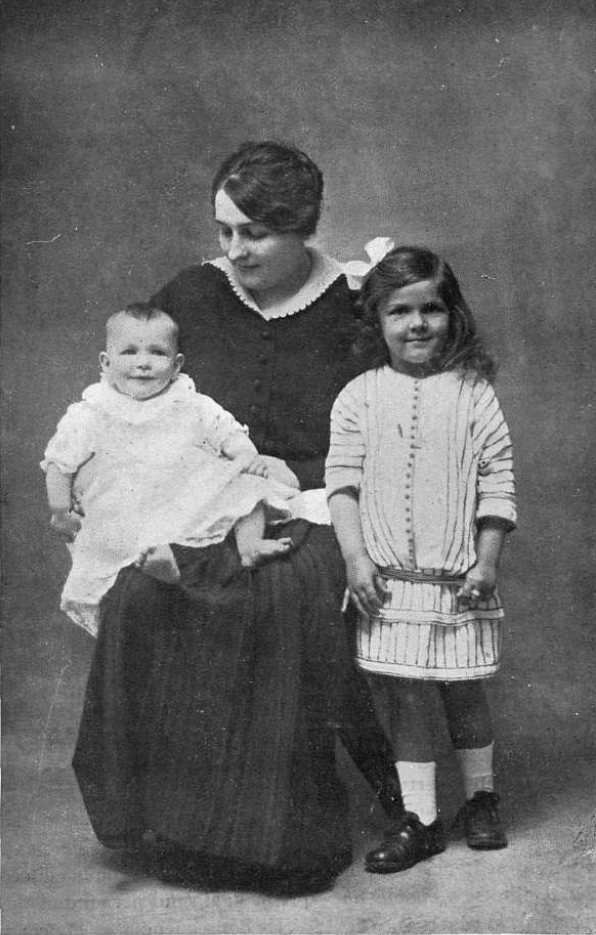
Germaine Rebours avec ses deux enfants, Jordi Pujulà Rebours et Germaine Pujulà Rebours

Elle a également enseigné les langues dans diverses institutions. Avec son mari, elle a participé au Congrès de l'éducation tenu à Barcelone. En 1929, elle devient professeur de langues à la première Escuela Nationale de Ayas y Niñeras créé par Acción Femenina dans le but que les infirmières du pays puissent concurrencer les infirmières étrangères qui avaient été formées dans des écoles spécialisées.
La directrice était Maria Montessori et les autres professeures étaient la psychiatre Alsina Melis, le Dr Trinitat Sais, l'infirmière Valeria Seligmann, la comtesse de Castellà, l'enseignante Francesca Canals, Edelmina Llaberia, l'écrivaine Carme Karr, Magda Soler et la pianiste et chanteuse Campmany de Montserrat Campmany.
Tout au long de sa vie, elle a été très active dans la vie culturelle catalane. L'écrivain Maurici Serrahima lui a dédié l'histoire Final d'Etapa, de 1949. Elle était une amie d'Emília Cornet i Palau, épouse du peintre, illustrateur et critique d'art Feliu Elias.
Elle était la mère de Jordi Pujulà Rebours et Germaine Pujulà Rebours, qui était enseignante à l'école Escola Isabel de Villena et elle a épousé Miquel Ferrà, qui avait été son professeur de catalan à l'Université de Barcelone,.